# Marcus Ericsson
Marcus Ericsson (1990. szeptember 2.–) svéd autóversenyző, a 2007-es brit Formula–BMW sorozat, valamint a 2009-es japán Formula–3-as bajnokság győztese. Öt évet töltött el a Formula–1-ben. 2014-ben a Caterham csapatánál szerepelt, 2015-től 2018-ig pedig a Sauber versenyzője volt. 2019-től az amerikai IndyCar-ban versenyez az Andretti Autosport csapatánál.

## Pályafutása
Kilencévesen kezdett gokartozni. 2006-ig tartó gokart-pályafutása alatt több különböző kategóriában is bajnoki címet szerzett.

### Formula–BMW

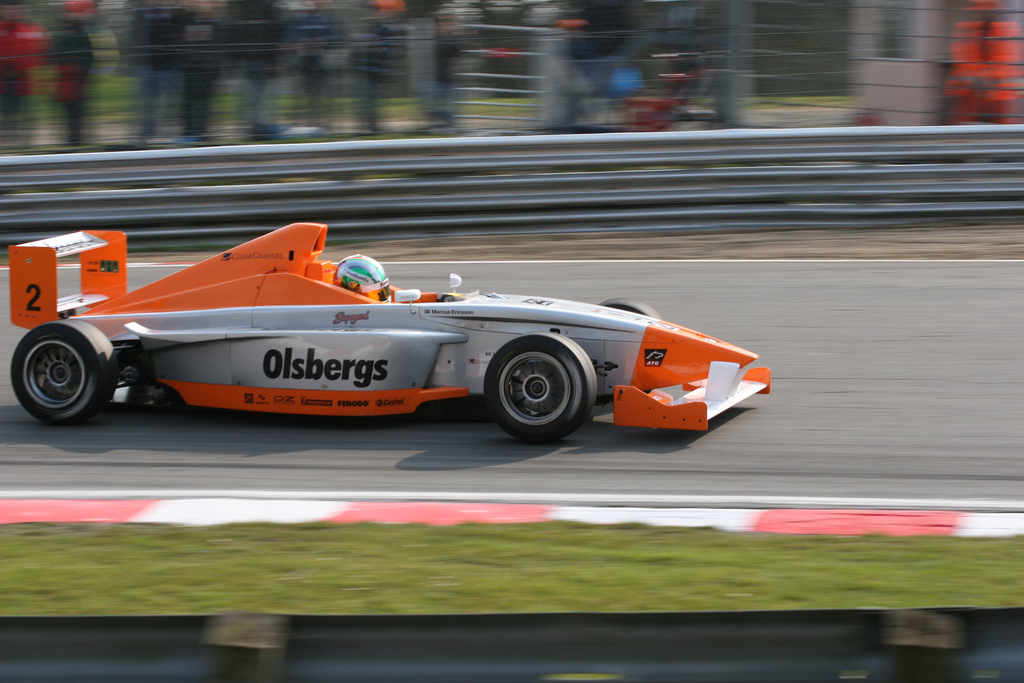
Ericsson a 2007-es brit Formula–BMW sorozat egy futamán

2007-ben tért át a formulaautós versenyzésre. Ebben az évben a brit Formula–BMW sorozat futamain vett részt. Első nagydíj hétvégéjén Brands Hatch-ben az első futamon a harmadik helyen végzett, majd a második futamon a pole-pozícióból indult és meg is nyerte a futamot. A következő győzelméig sokáig kellett várni, de dobogón és pont szerző helyeken ért célba a következő futamokon. A szezon során Josef Král és csapattársa Henry Arundel voltak a fő ellenfelei. Rockingham Motor Speedway második futamán a harmadik helyen végzett. Crofti versenyhétvégén az első futamon második helyen végzett, megfutva a verseny leggyorsabb körét. A második futamon az első helyről rajtolva a második helyen ért célba Josef Král mögött. Az Oulton Park-ban az első futamon kiesett, de a második futamon megszerezte idei második futam győzelmét.
Az idény második felét egyértelműen ő uralta. A Snettertoni hétvégén az első futamon mester hármast hajtott végbe. Pole-pozícióból indult, majd a leggyorsabb kört is megfutotta, végül meg is nyerte a futamot. Az utolsó négy futamot megnyerte, és végül negyven pontos előnyben szerezte meg a bajnoki címet a cseh Josef Král előtt. Első évében sikerült megnyernie a bajnokságot.

### Formula–3

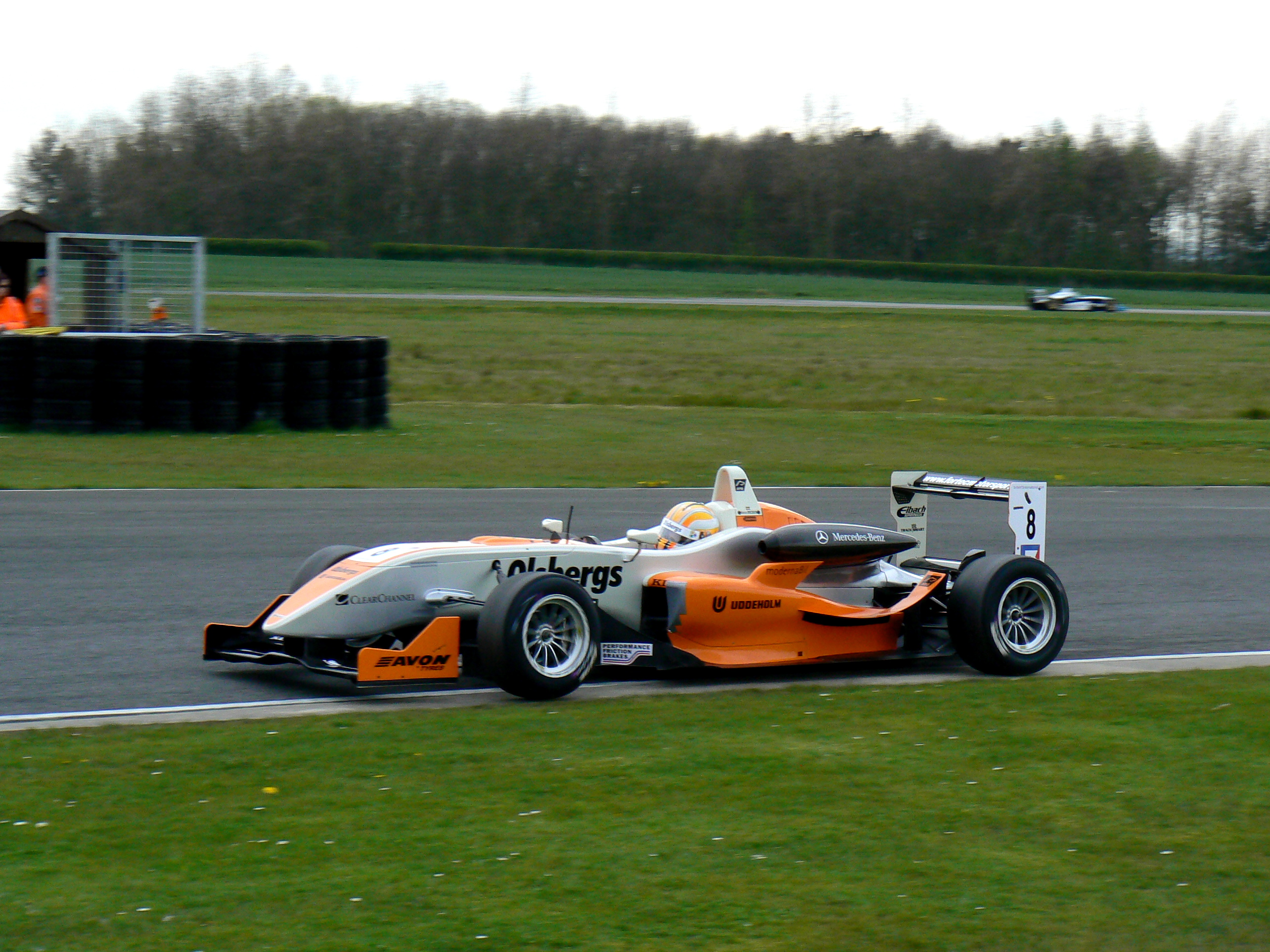
2008-ban brit Formula–3-as bajnokság crofti futamán

Formula–BMW-s sikereit követően 2008-ban a brit Formula–3-as sorozatban versenyzett. A Fortec Motorsport csapatánál versenyzett, ahol minden nagydíjon rész vett Philip Majorral, és néhány futamon Dean Smithtel és honfitársával Sebastian Hohenthallal. A szezon alatt több futamon is dobogóra állt. Az Oulton Parkban a második futamon a második helyen végzett, majd a thruxtoni verseny első futamán ismét a második helyen végzett. Silverstone-ban mind a két futamon dobogón állt. Először harmadik, majd a második helyen intették le. Pole pozíciót kétszer szerzett a szezon során. Croft Circuit-ben és Brands Hatch-ben. A szezont a pontverseny ötödik helyén zárta a megszerzett 141 pontjával.

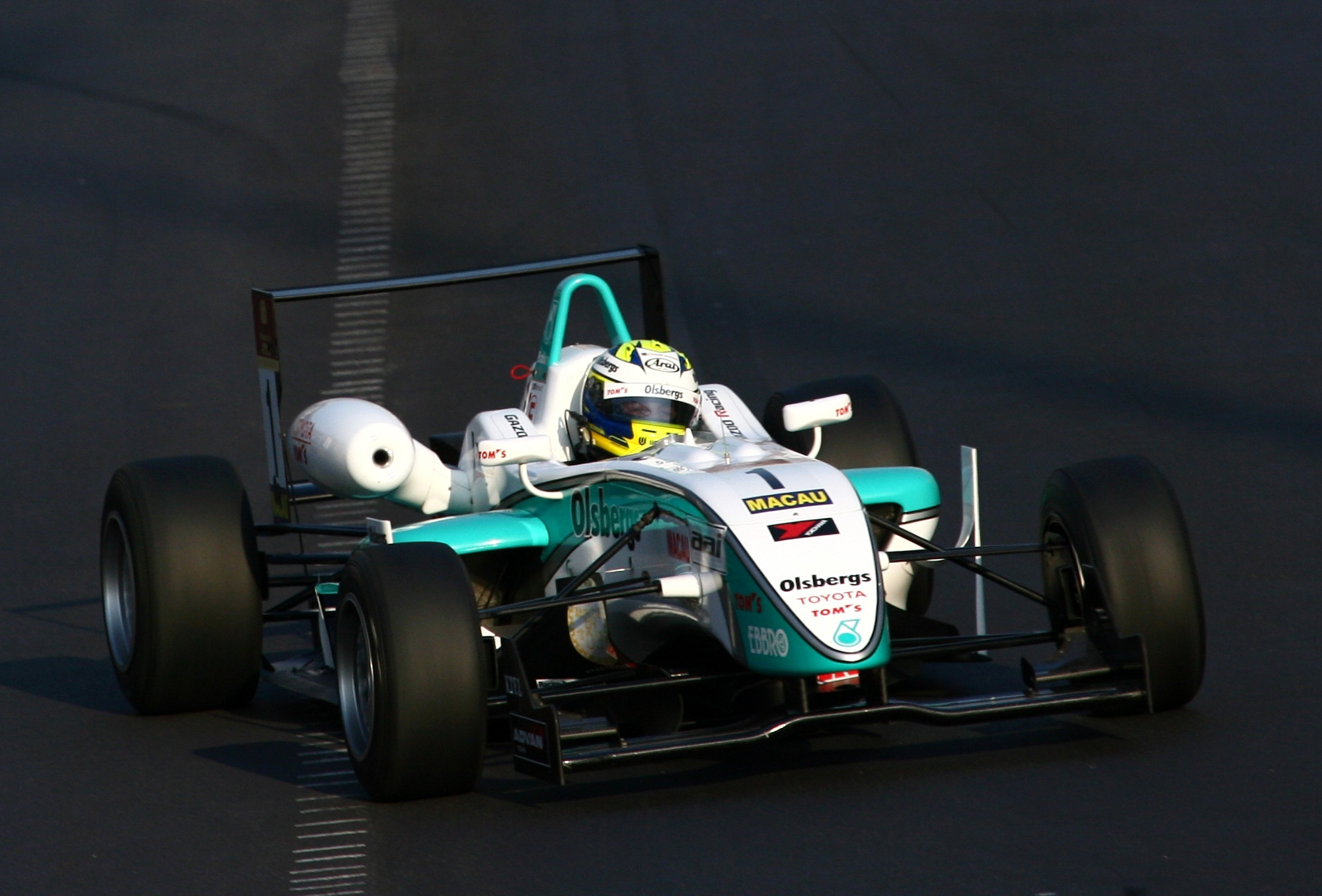
A 2009-es Makaói nagydíjon a TOM'S színeiben

2009-ben leginkább a japán Formula–3-as szériára koncentrált, ettől függetlenül elindult a brit bajnokság hat futamán is a Räikkönen Robertson Racing színeiben. Rockingham Motor Speedway-ben indult először el a szezonban, ahol mindjárt a második helyen végzett az első futamon, majd a másodikat meg is nyerte. A Hockenheimringen az első futamot megnyerte, majd a második futamon a negyedik helyen végzett.
A brit nagydíjon Brands Hatch-ben meghívott pilótaként vett részt, így nem értékelték a negyedik és a harmadik helyét.
A 2009-es Japán Formula–3-as bajnokságot megnyerte a Petronas Team TOM'S színeiben. Öt futamon intették le az első helyen, öt második helyezést ért el és egyetlenegy harmadik helyett szerzett. Öt pole-pozíciót szerzett és kilenc leggyorsabb kör fűződik a nevéhez a futamokon. Ericsson a szezon utolsó versenyén elért sikerével szerezte meg az összetett elsőséget.

### GP2
Részt vett a 2009–2010-es ázsiai GP2-es sorozat első két fordulóján az ART Grand Prix csapat színeiben. Ezek után megerősítették, hogy Ericsson fogja vezetni a Super Nova Racing egyik autóját a 2010-es GP2-szezonban. Az Asia Seriesben ezek után új csapata színeiben teljesített még két futamot, de pontot nem szerzett.
A 2010-es szezon egészén rajthoz állt. Csapattársa Josef Král, majd Luca Filippi volt. A szezonban tizennyolc futamot teljesített és egy győzelmet szerzett. Valenciában az első futamon a hetedik helyen ért célba, ezzel megszerezte első pontjait, majd a második futamon Valenciában a futamgyőzelem is sikerült. Pontszerző helyen még egyszer sikerült lennie, méghozzá a német nagydíjon a hatodik helyen ért célba. Tizenegy pontot szerzett a szezonban, amivel a tizenhetedik helyen végzett.

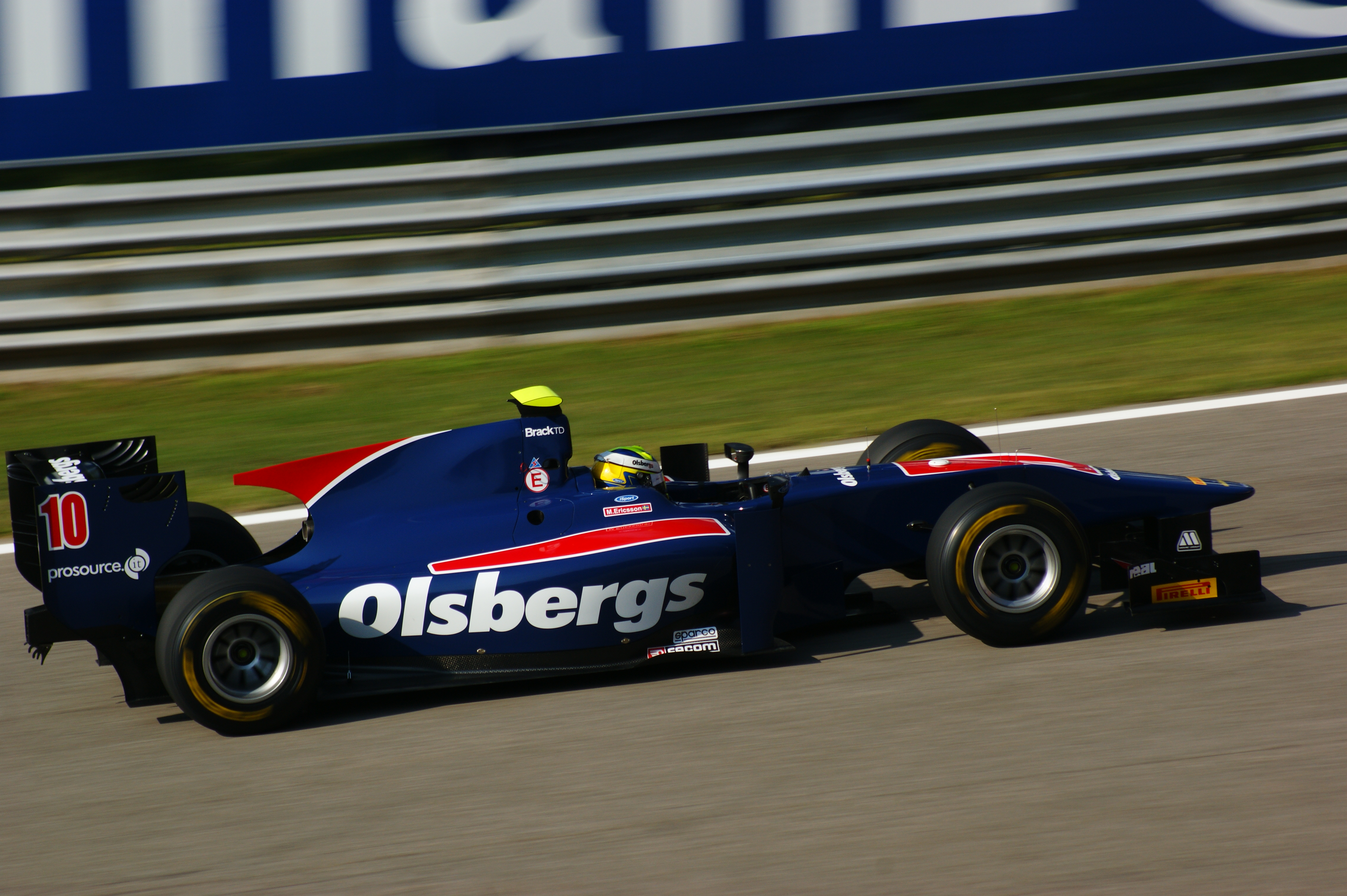
Marcus a 2011-es GP2 olasz nagydíján

2011-ben átigazolt a iSport International-hoz, ahol csapattársa lett Sam Birdnek. A 2011-es GP2 Asia Series futamain is indult. Az első két futamon vett részt, ahol az első nagydíjon, Abu-Dzabiban az első nagydíjon a negyedik helyen végzett, majd a második futamon a dobogó legalsó fokára állhatott fel. Kilenc ponttal a hatodik helyen végzett az összetett bajnokságban.
A 2011-es GP2-szezonban a második futamon, Spanyolországban a ötödik helyen ért célba, majd a második futamon a harmadik helyen intették le. Silverstone-ban az első futamon a harmadik helyen végzett. A második futamon pedig a negyedik helyen ért célba. a Nürburgringen a az első futamon az ötödik helyen ért célba. A szezon folyamán utoljára Magyarországon a Hungaroringen az első futamon szerzett pontot, ahol az ötödik helyen végzett. A szezont huszonöt ponttal a tizedik helyen fejezte be.
A következő évben maradt az iSport International és csapattársa lett Jolyon Palmer. Csalódást keltően kezdte a szezont, majd Monacóban a dobogó második fokára állhatott fel. A következő versenyhétvégén ismét második lett Valenciában. Ezek után ismét hullám völgybe került és jöttek a sikertelen futamok. A Circuit de Spa-Francorchamps pályán Belgiumban hirtelen megnyerte a futamot. E siker után feljavult a teljesítménye, és először Monzában harmadik, majd a Marina Bay-i verseny pályán a szezonzáró futamon a második helyen végzett. A szezont végül a sikeres hajrázásának köszönhetően az összetett 8. helyen végzett.

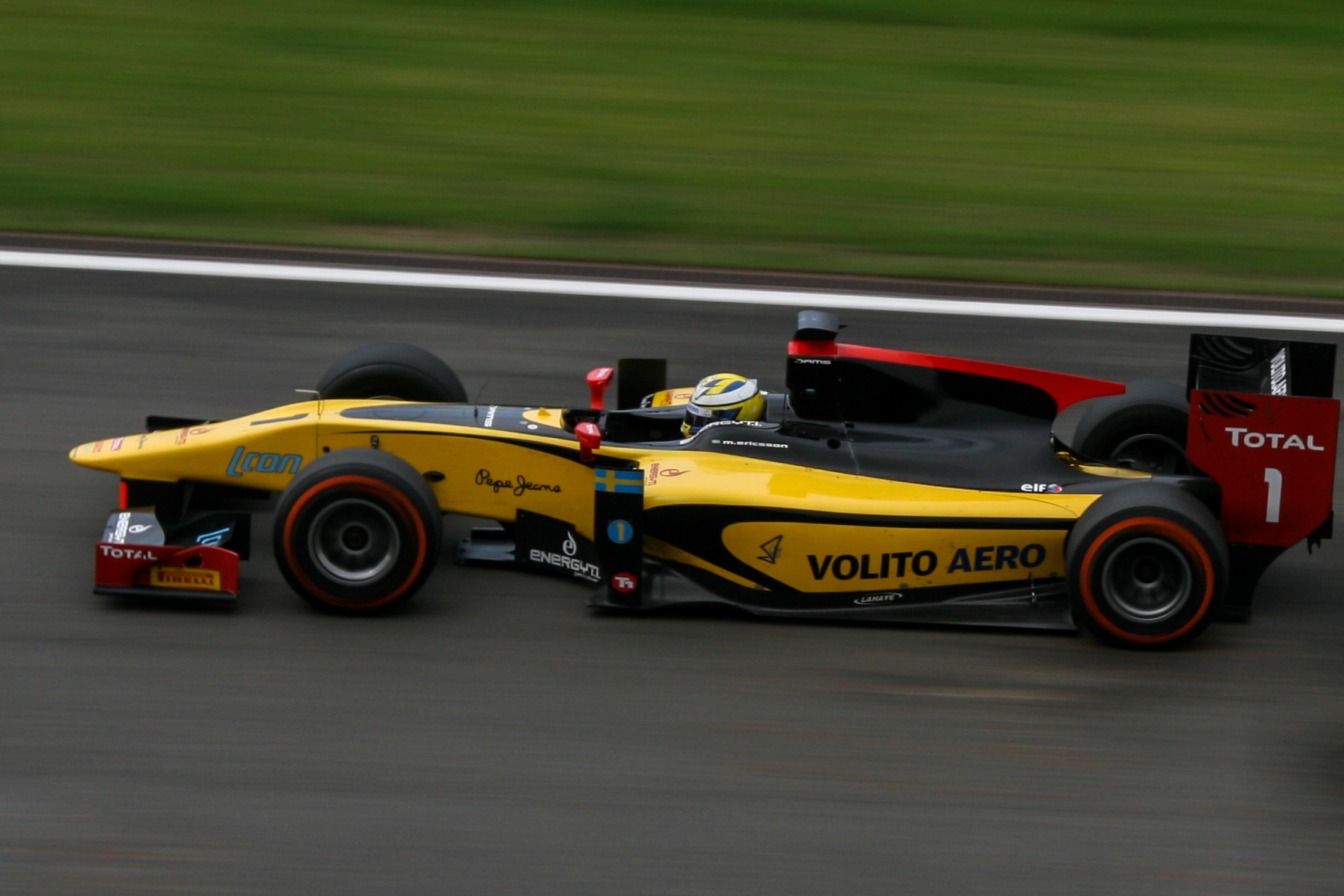
Ericsson a 2013-as GP2 belga nagydíjon

A 2013-as évadban a DAMS csapatában Stéphane Richelmi csapattársaként versenyzett. A szezonnyitó maláj nagydíjon a Sepang International Circuit pályán a főversenyen kiesett, míg a sprintversenyen a 13. helyen ért célba. A bahreini versenyhétvégén, a spanyol versenyhétvégén és a monacói versenyhétvégén is várakozást alatt teljesített, csapattársa sikeresebb versenyeket teljesített. Silverstone-ban a főversenyen pole-pozícióból a 11. helyen ért célba, de a sprintversenyen a 8. helyen végzett, amivel első pontjait szerezte meg a szezon során. Németországban megnyerte a főversenyt, valamint a Hungaroring a 2. helyen fejezte be, és a sprintversenyen a 4. helyen intették le. Belgiumban a 2. helyen ért célba a főversenyen. A szingapúri versenyhétvégén a sprintfutamon 2. lett. Abu-Dzabiban a 3., illetve a 6. helyen ért célba. A szezont az összetett bajnokságban a 6. helyen végezte.

### Formula–1
2009 márciusában a Brawn GP autóját vezethette, majd decemberben Mercedes GP autójával részt vett a fiatal autóversenyzők számára rendezett Formula–1-es teszten Jerezben. A brit Mike Conway társaságában a Mercedes GP autóját vezette. Az IndyCarban is tesztlehetőséghez jutott. Ross Brawn a tesztek után dicsérte Ericsson tehetségét.

#### Caterham (2014)
2013. november 21-én a Caterham F1 Team bejelentette, hogy Ericssonnak esélye van a 2014-es autó vezetésére, mint a csapatállandó versenyzője. 2014. január 21-én hivatalosan megerősítették, hogy Kobajasi Kamui csapattársaként fog részt venni a 2014-es szezonban és Robin Frijns lesz a tesz - és tartalék versenyző.

##### 2014 - A debütáló év

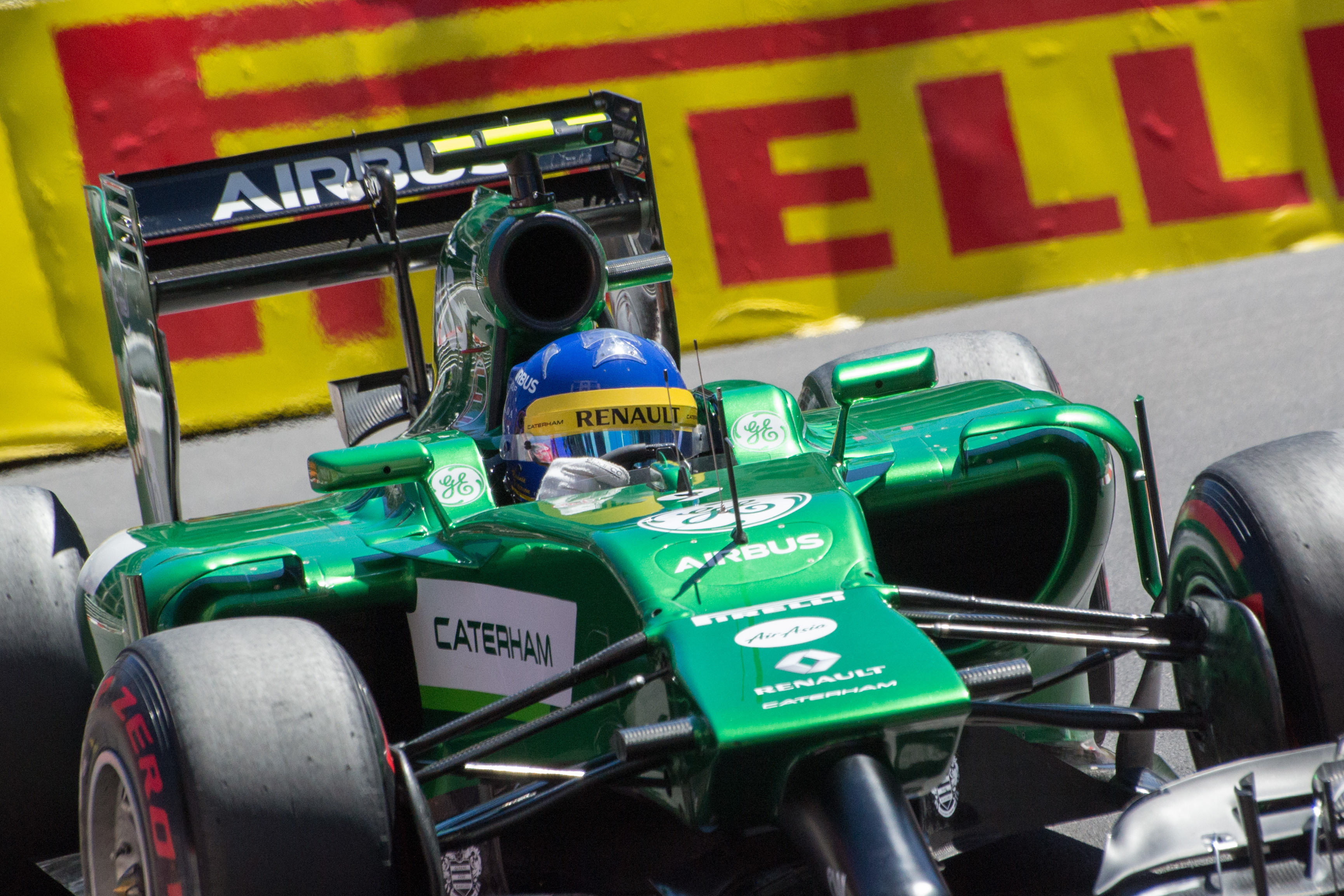
Ericsson a 2014-es monacói nagydíjon

Élete első Formula–1-es időmérőedzését az Ausztrál versenyhétvégén teljesítette. A kvalifikáción a 20. legjobb időt érte el, ezzel megelőzve a Lotus F1 Team két pilótáját, Romain Grosjeant és Pastor Maldonadót, de Esteban Gutiérrez váltócsere miatti büntetését követően egy helyet előrébb került a rajtrácson, így a 19. helyről indulhatott a másnapi versenyen. A futamon a rajtot követően pályán tartotta az autót egészen a 29. körig, amikor is olajnyomás probléma miatt kénytelen volt feladni a versenyt. A maláj versenyhétvégén az esős kvalifikáción előtt olajszivárgási problémái voltak a Caterham CT05-ös kódjelzésű versenyautójával. A kvalifikáción megcsúszott az egyik jobbos kanyarból történő kigyorsításnál, elvesztette az irányítást az autó felett, a pályát szegélyező falnak csapódott, majd a pályára visszatérve megállt, majd ezt követően piros zászlóval félbeszakították a kvalifikációt és a 22., utolsó helyről várhatta a másnapi versenyt. A versenyen Räikkönennel is harcolt, majd a versenyt a csapattársa, Kobajasi Kamui mögött a 14. helyen ért célba.
A bahreini nagydíj időmérőedzésén a 21. rajtkockát szerezte meg, de Adrian Sutil öt rajthelyes büntetését követően egy helyet előrébb lépett. A futamon a 36. körben adta fel a versenyt, így Jean-Éric Vergne és Adrian Sutil után ő volt a harmadik kieső. A kínai nagydíj hétvégén az időmérő edzésen a 20. rajtkockát szerezte meg és a másnapi futamon is itt fejezte be a versenyt két kör hátrányban. A spanyol nagydíj kvalifikációján csapattársát megelőzve a 20. helyről rajtolhatott el a vasárnapi futamon, de miután Jean-Éric Vergne a 2. szabadedzésen szabályt szeget, amiért 10 helyes rajtbüntetést kapott, így Ericsson előre lépett a 19. rajtpozícióba. A versenyen az 5. körben Pastor Maldonadóval ütközött, ezt az esetet vizsgálta a versenyfelügyelők. Később ezért az incidensért stop and go büntetést kapott a Lotus pilótája. A verseny során Ericsson és Räikkönen ellen is indult vizsgálat, de egyik pilótát sem találták hibásnak. A futamot a 20. helyen fejezte be. A monacói versenyhétvégén az időmérő edzésen az utolsó helyet szerezte meg, de a versenyen a bokszutcából kellett rajtolnia, miután az időmérő első részében ütközött Felipe Massa autójával, melynek köszönhetően a brazil nem vehetett részt a Q2-ben. A versenyt 1 körös hátránnyal a 11. helyen fejezte be.

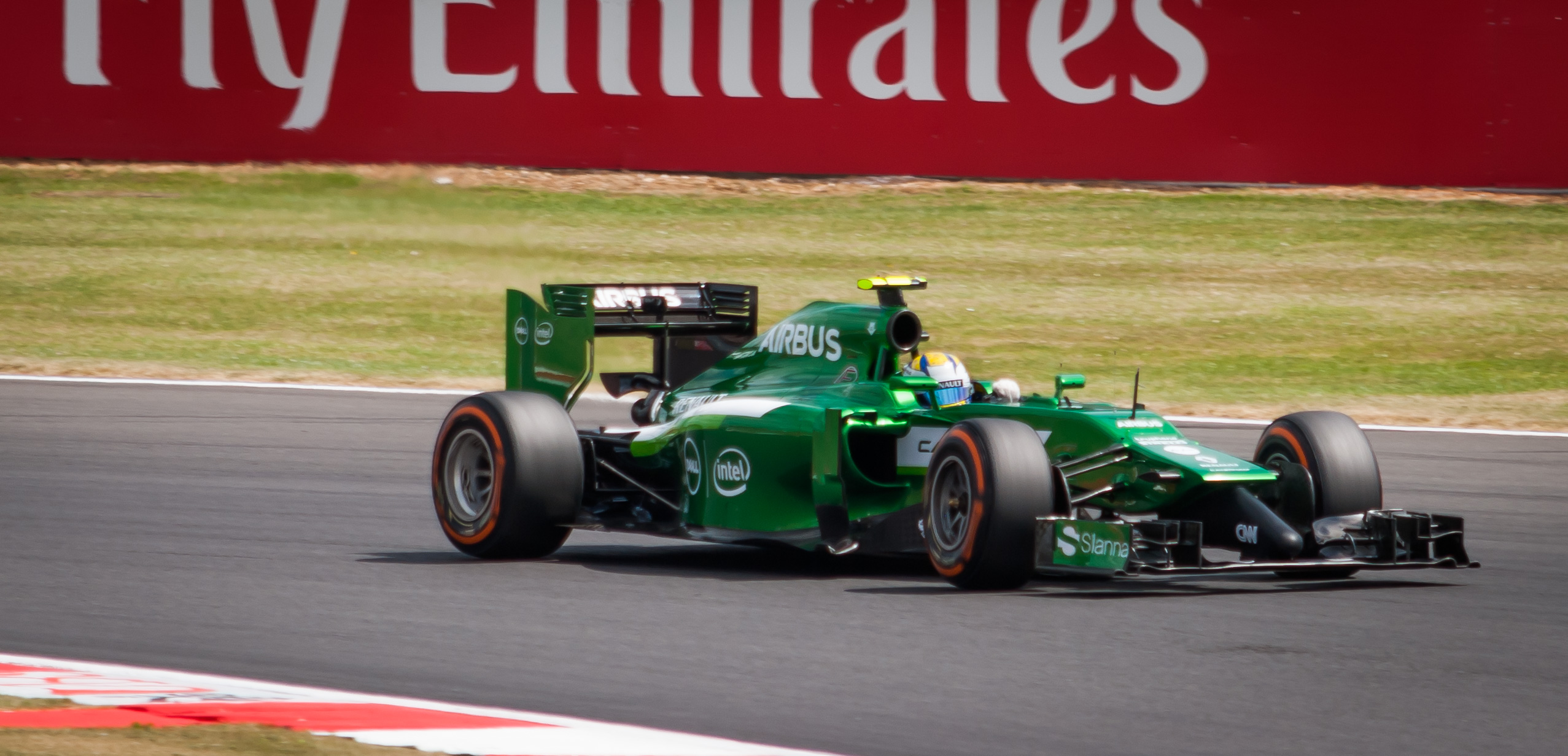
Ericsson a 2014-es brit nagydíjon

Kanadában a kvalifikáción a 21. rajthelyet szerezte meg, majd a versenyen motorhiba miatt esett ki. A visszatérő osztrák nagydíj kvalifikációján az utolsó rajtkockának megfelelő időt érte el, de végül a 20. helyről indulhatott a versenyen, mert Max Chilton három rajthelyes büntetést kapott a Kanadai Nagydíjon okozott elkerülhető baleset miatt. Valamint Romain Grosjean autójában váltót cseréltek, ezért a boxutcából kellett rajtolnia. A versenyt a 18. helyen fejezte be 2 kör hátrányban. A brit nagydíjon az esős időmérő edzésén nem érte el a 107%-os határon belüli időt, de a sportfelügyelők engedélyével elindulhatott a versenyen csapattársával Kobajasival. A versenyen a 12. körben a bal első futóműve megsérült, aminek következtében fel kellett adni a futamát.
A német nagydíj időmérő edzésén nem vett részt, ezért külön engedély kell, hogy elrajtolhasson a másnapi versenyen. A versenyen engedték rajthoz állni, de a parc ferme-szabályzat megszegése miatt a boxból rajtolhatott, és a futam elején egy 10 másodperces stop-and-go büntetést is le kell töltenie. A versenyt 2 kör hátrányban a 18. helyen fejezte be. A magyar nagydíj kvalifikációján a 21. időt érte el, mivel Lewis Hamilton és Pastor Maldonado technikai gondok miatt időt sem értek el. A futamon nedves körülmények között megrendezett rajtnál jól jött el, majd nem sokkal később a 8. körben a Mansell felé vezető úton, a Caterham megingott, keresztülcsúszott a bukótéren, és a bal oldali falnak csapódott. A becsapódás ereje 20G volt, a szabályok értelmében pedig ekkora ütésnél a pilótának kötelező jelleggel orvosi vizsgálaton kellett részt vennie, de a vizsgálatok után saját lábán épségben tért vissza csapatához. Az esős belga időmérő edzésen az utolsó, 22. helyet szerezte meg, több mint 1 másodperces hátrányban az erre a versenyhétvégére szerződtetett 3-szoros Le Mans-i győztes André Lotterer mögött. A versenyen egyenletes teljesítményt nyújtva a 17. helyen 1 kör hátrányban ért célba.

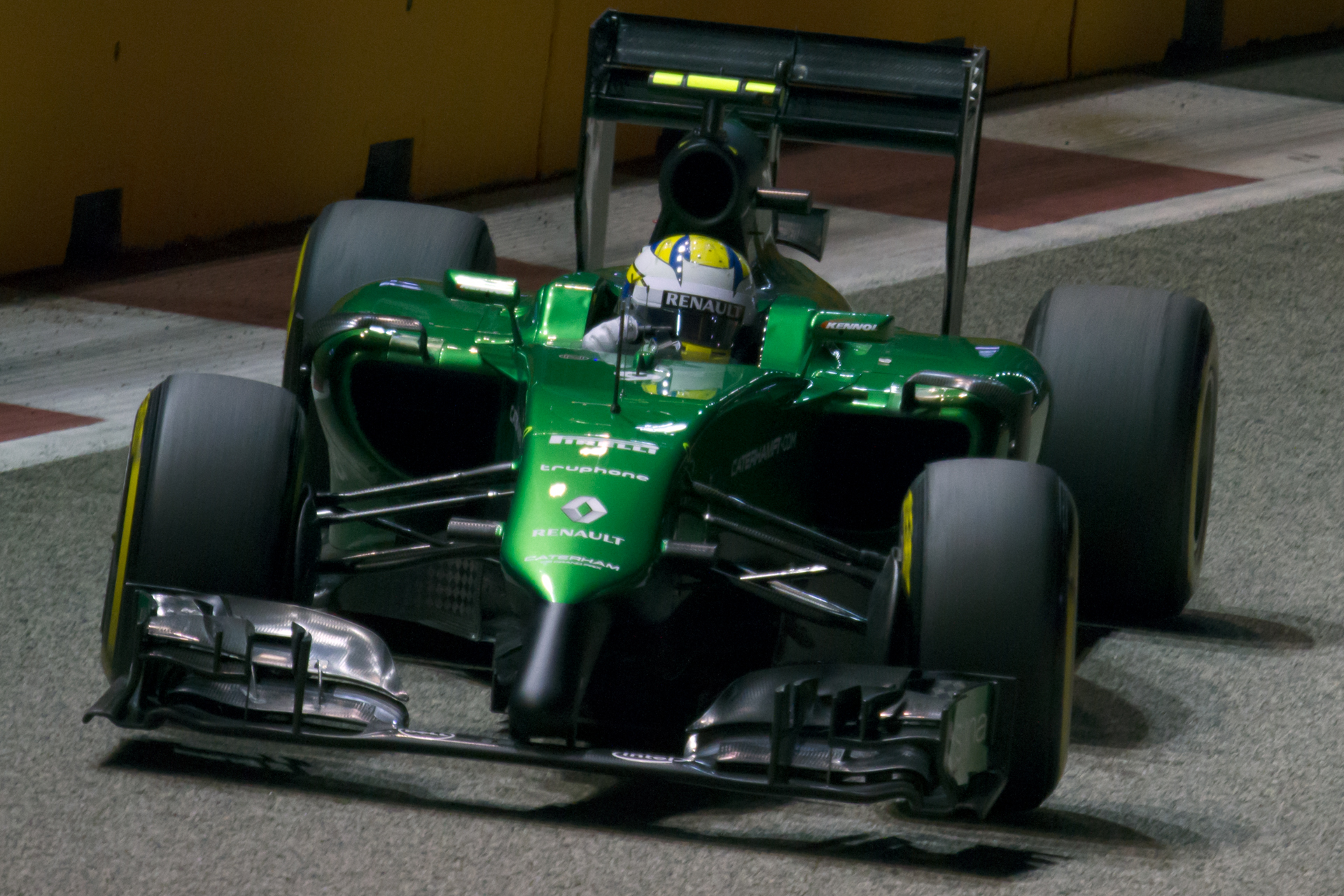
Ericsson a 2014-es szingapúri nagydíj 2. szabadedzésén

Az olasz nagydíj időmérő edzésén a 22. utolsó időt érte el, később a 3. szabadedzésen figyelmen kívül hagyta a sárga zászlós jelzést, ám miután rajtbüntetést nem kaphatott a stewardok úgy döntöttek, csak a bokszutcából rajtolhat vasárnap. A futamon a 20. helyen 2 kör hátrányba ért célba, de mivel Esteban Gutiérrez utólag 5 másodperces időbüntetést kapott, mert balesetet okozott, így a 19. helyre lépett előre. A szingapúri nagydíj kvalifikációs edzésén az utolsó 22. időt érte el az éppen összerakott autóval az időmérőre. A versenyt a 15. helyen fejezte be, megelőzve a két Marussiát. A japán versenyhétvégén az időmérő edzésen a 19. helyett szerezte meg, de Jean-Éric Vergne és Pastor Maldonado büntetése miatt a 17. helyről rajtolhatott el a versenyen. A versenyt a biztonsági autó mögül kezdte meg a mezőny a nagy esőzés miatt. A 2. körben megpördült az utolsó sikán után, de visszatért a pályára. A 46. körben Jules Bianchi balesete miatt megszakították a versenyt, így a 17. helyen intették le. Az első orosz nagydíj hétvégén a 17. legjobb időt érte el, de mivel Nico Hülkenberg autójában váltót kellett cserélni, ezért 5 rajthelyes büntetést kapott, ami miatt Ericsson egy hellyel előrébb lépett a rajtrácson. A versenyent 2 kör hátrányba fejezte be a 19. helyen.
A versenyhétvégét követően bejelentette a csapat, hogy az egyesült államokbeli és a brazíliai Formula–1-es világbajnoki futamot a Marussiával együtt csődeljárás miatt kihagyják. Ericsson civilbe elutazott az amerikai versenyre, ahol az időmérőt követően bejelentették, hogy jövőre a Sauber versenyzője lesz. November 12-én felbontotta szerződését a Caterham csapatával.

#### Sauber F1 Team (2015–2018)
A Sauber csapatánál az újonc Felipe Nasr lett a csapattársa, aki a 2014-es szezonban teszt- és tartalék pilótája volt a Williams csapatának.

##### 2015

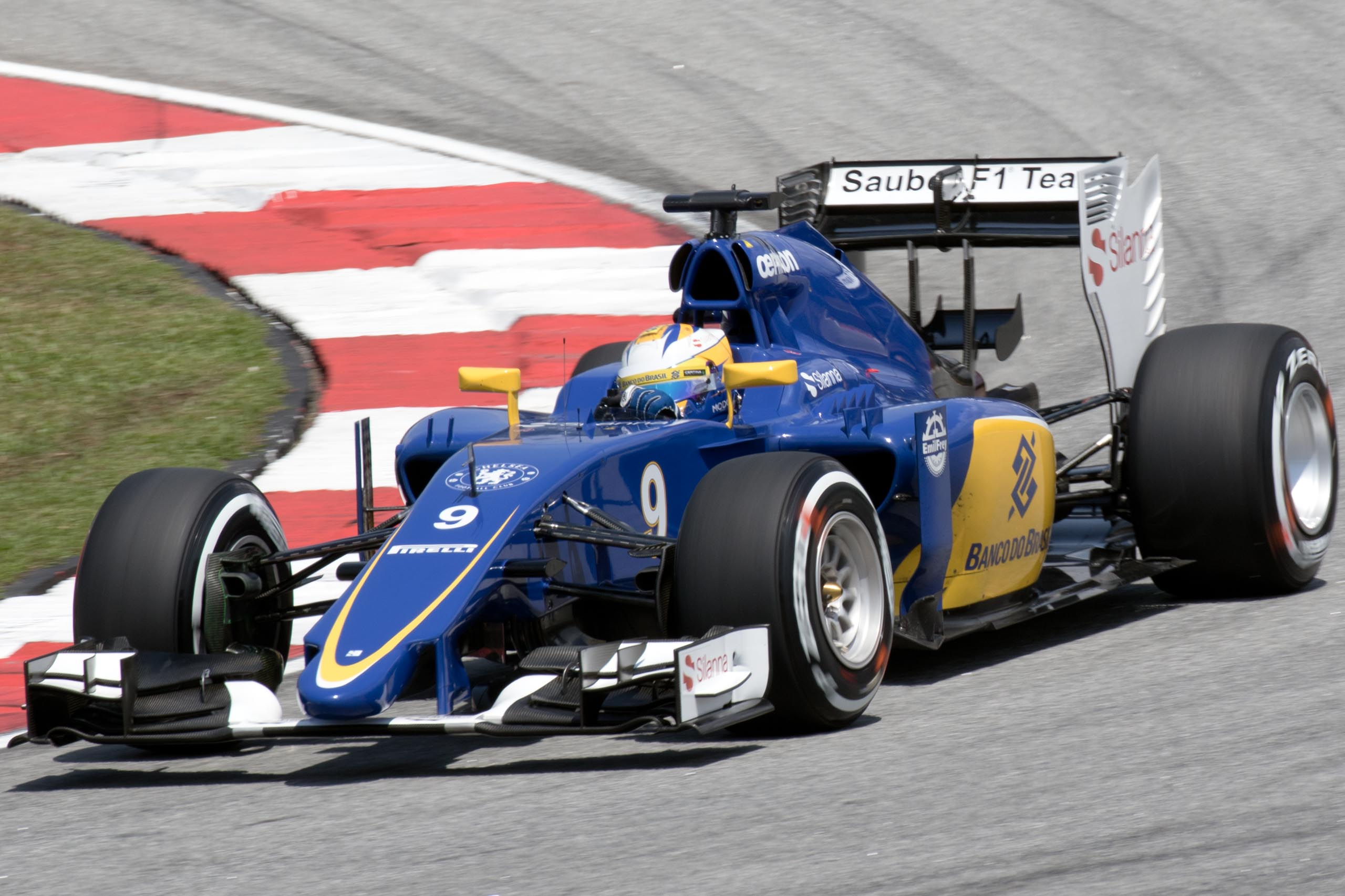
Ericsson a 2015-ös maláj nagydíjon

Ericssonnak és csapatának is nehezen indult a szezon első versenyhétvégéje. Giedo van der Garde megnyerte a pert a Sauber ellen, mivel a csapat úgy írt alá Marcus Ericssonnal és Felipe Nasrral, hogy előtte már leszerződtették a hollandot 2015-re. Az ausztrál nagydíj időmérőedzésén a 16. helyett érte el, megelőzve a két McLaren pilótát. A rajtot követően már az 1. körben a boxba hajtott. A 28. körben megelőzte Sergio Pérezt, majd az 55. körben Sainzt os utolérte és megelőzte őt, ezzel feljött a 8. helyre. A versenyt ebben a pozícióban fejezte be, amivel pályafutása első pontjait szerezte meg a Formula–1-ben. A maláj versenyhétvégén az időmérőedzésen a 10. rajtkockát szerezte meg, de mivel Romain Grosjean két rajthelyes büntetést kapott, mert a Q2 elején a rajtrács kijáratánál előzött, ami tilos. Így a 9. helyről rajtolt el a vasárnapi futamon. A rajtot követően egy helyett javított és a 8. helyen haladt. A 3. körben Ericsson Nico Hülkenberget próbálta előzni a célegyenes végén, de a külső íven lesodródott a pályáról és a kavicságyba csúszott, emiatt beküldték a biztonsági autót, Ericsson pedig kiesett a versenyből.
A kínai versenyhétvégén az időmérőn a 10. időt érte el csapattársa, Felipe Nasr mögött. A futamon a rajtot követően feljött a 9. helyre. A 10. körben Max Verstappennel csatázott, de a Toro Rosso pilótája megelőzte őt. A 27. körben Ricciardo megelőzte őt a 11. helyért vívott csatában, de elfékezte magát, és a Ericsson visszaállt elé. A 43. körben végül sikerrel járt a Red Bull Racing ausztrál pilótája. A futamot 1 kör hátrányba a 10., utolsó pontszerző helyen fejezte be. Bahreinben az időmérő edzésen a 13. időt érte el csapattársa mögött. A futamon a rajtot követően feljött a 9. helyre. a 26. körben a boxban a bal első kerekének a rögzítésével gondok voltak, ami miatt sok időt vesztett, végül a 14. helyen fejezte be a futamot 1 kör hátrányban. A spanyol időmérőn a 16. legjobb időt érte el csapattársa mögött. A versenyen nem bizonyult versenyképesnek az autó, így 1 kör hátrányban a 14. helyen intették le. A monacói kvalifikációján a 18. legjobb időt érte el, majd miután Carlos Sainz Jr. nem vett részt az FIA kötelező mérlegelésén, így egy helyett előrébb került. A futamon a két Williams előtt végzett a 13. helyen.

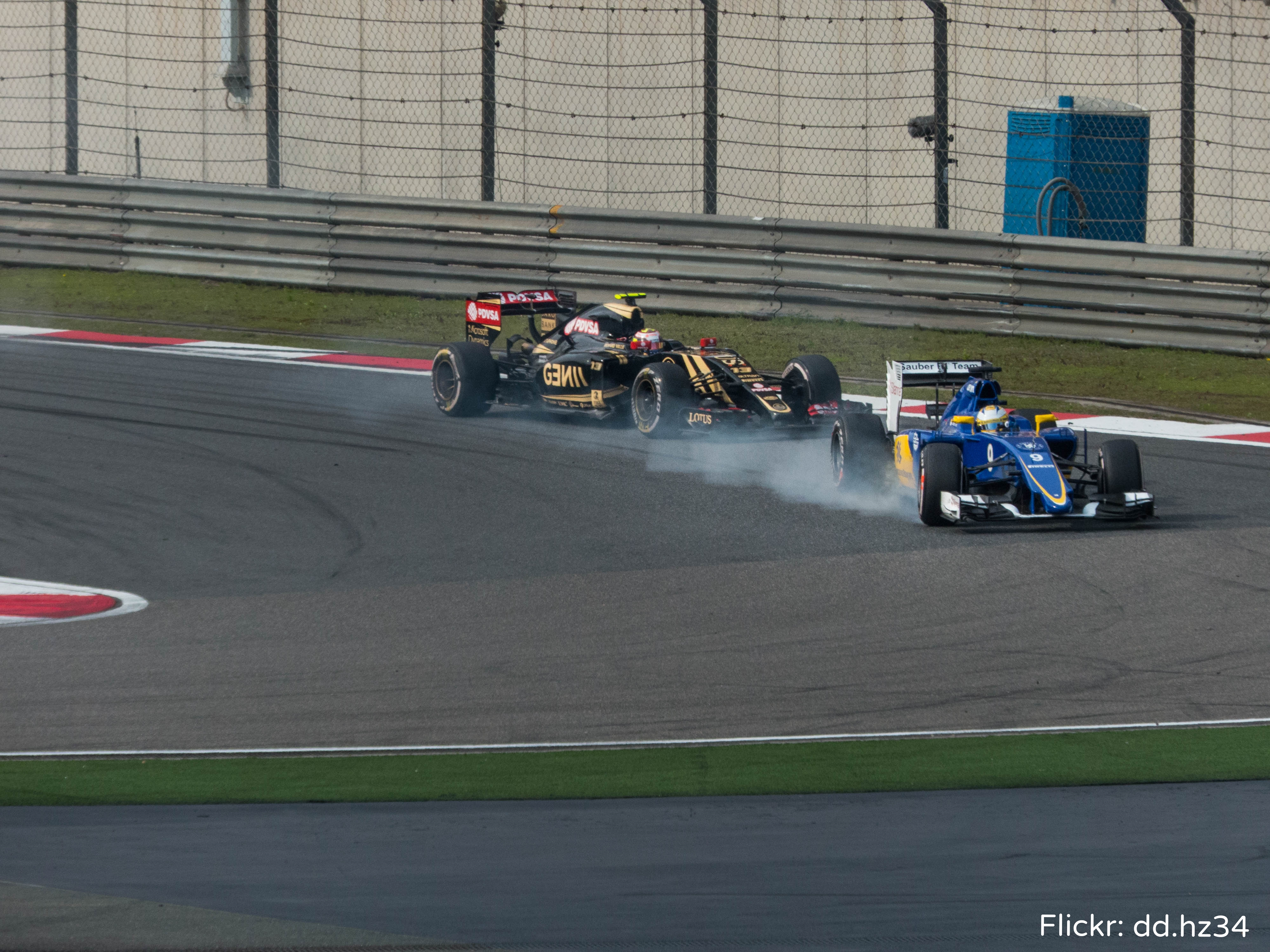
Ericsson a 2015-ös kínai nagydíjon Maldonadóval

Kanadában az időmérőn a 13. időt érte el, de Max Verstappen az előző futamról hozott egy 5 rajthelyes büntetést, továbbá egy ötödik, új erőforrást kellett beszerelni az autójába, ezzel pedig túllépte az engedélyezett 4 erőforrás/év keretet, amiért 10 rajthelyes büntetés jár, így összességében 15 hellyel hátrábbról, azaz a mezőny végéről kellett elrajtolnia. A verseny elején remekül védekezett a gyorsabb Felipe Massa ellen, de végül a 8. körben megelőzte őt a brazil pilóta. A verseny során nem haladt pontszerző helyen és 1 kör hátrányban a 14. lett. Az osztrák nagydíj hétvégén a kvalifikáción a 12. legjobb időt érte el, de Danyiil Kvjat 10 rajthelyes büntetést kapott, mert autójába új belsőégésű motort kellett beszerelni, és ezzel túllépte az engedélyezett 4 erőforrás/éves keretet. Ericsson ezzel egy hellyel előrébb került a 11. helyre. A rajtot követően a 8. körben a FIA vizsgálta, hogy kiugrott-e a rajtnál. Pár körrel később meg született a döntés, bokszutca áthajtásos büntetést kapott. A 21. kör végén a 3-as szektorban, a célegyenes elején lelassult az autó műszaki problémája miatt, majd újra indult. A versenyt a 13. helyen fejezte be 2 kör hátrányban. A brit nagydíj időmérő edzésén csapattársát megelőzve a 15. legjobb időt érte el. A verseny elején a 9. pontszerző helyen haladt, majd egyre előrébb került a többi pilóta box kiállását követően. A versenyt végül Fernando Alonso mögött a 11. helyen fejezte be 1 kör hátrányban a győztes Lewis Hamiltonhoz képest.
A magyar versenyhétvégén a kvalifikáción a 17. időt érte el. A futamon végül a 10., utolsó pontszerző helyen fejezte be a versenyt csapattársa Felipe Nasr előtt. Belgiumban az időmérő edzésen a 13. időt érte el. A versenyen hamar a legjobb 10-be került. Az 5. körben megelőzte őt Kimi Räikkönen. A 23. körben a mezőny másik finn pilótája, Valtteri Bottas is elment mellette. A futamot végül a 10. helyen fejezte be, megelőzve csapattársát, aki a 11. lett. Monzában a 10. legjobb időt érte el a kvalifikáción, de 3 rajthelyes büntetést kapott Nico Hülkenberg feltartásáért, de több pilóta is büntetésben részesült és ennek eredményeképpen a 12. helyről rajtolhatott el a futamon. A rajtot követően feljött a 9. helyre, majd a 19. körben Kimi Räikkönen megelőzte őt. A verseny vége felé intenzíven támadta Nico Hülkenberget, de nem tudta megelőzni a németet. Végül a 9. helyen fejezte be a verseny, amiért 2 világbajnoki pont járt. Szingapúrban az időmérő edzésen a 17. időt érte el. A futamon csapattársa mögött a 11. helyen végzet. Japánban a 17. rajtkockát szerezte meg, megelőzve csapattársát. A verseny 10. körében csapattársa, Felipe Nasr megelőzte őt, majd a következő körben megpördült. A 44. körben Sergio Pérezzel harcolt a 12. helyért. A 49-50. körben előbb Pérez, majd Danyiil Kvjat ment el mellette, így a 14. helyen ért célba. Oroszországban a 17. rajt helyett szerezte meg, de Fernando Alonso rajtbüntetése miatt egy helyett előrébb került. A rajtot követően a 2-es kanyarban a magától megpördülő Nico Hülkenbergbe ment bele, az ütközés elkerülhetetlen volt, jött a biztonsági autó.
Amerikában a csonka kvalifikáción 16. legjobb időt érte el, de a mezőny két finn pilótájának büntetése miatt a 14. helyre lépett előre. A verseny 2. körében összeért csapattársával, majd a 27. körben 11-es kanyar után megállt, nincs erő az autóban és jött a biztonsági autó. Mexikóban a 14. időt érte el az időmérő edzésen. A futamon 12. lett Pastor Maldonado mögött. Brazíliában a 14. időt érte el, de Daniel Ricciardo autójába a Renault új erőforrását szerelték be, ezzel pedig túllépte a megengedett keretet, ezért 10 rajthelyes büntetést kapott és ezért Ericsson előrébb került a rajtrácson. Később ismét előrébb került, miután Felipe Nasr az időmérő edzésen a Q1-ben feltartotta Felipe Massát, ezért utólag 3 rajthelyes büntetést kapott. A futamon a 34. körben Pastor Maldonado megforgatta őt előzési kísérlet következtében. A 16. helyen ért célba, két kör hátrányban. A szezon utolsó versenyén a 18. helyre kvalifikálta magát, de Romain Grosjean autójában váltót kellett cserélni, ezért 5 rajthelyes büntetést kapott, így a svéd előrébb került egy pozícióval. A 13. körben Felipe Massa, majd Danyiil Kvjat is megelőzte. A futamot a 14. helyen fejezte be, csapattársa előtt. Az összetett bajnokságban a 18. helyen végzett 9 ponttal, míg Felipe Nasr 13. helyen 27 ponttal.

##### 2016
Az idény során maradt a csapatnál és továbbra is Felipe Nasr maradt a csapattársa. A szezon első időmérő edzésén Ausztráliában már a Q1-ben kiesett és végül a 16. időt érte el az új időmérős rendszer során. A kvalifikáció után Valtteri Bottas autójában váltót cseréltek, amiért 5 rajthelyes büntetést kapott, így Ericsson előrébb lépett a rajtrácson egy pozíciót. A futamon a piros zászlós megszakítás során a szerelők elkövettek egy szabálytalanságot, mivel a 15 másodperces jelzés után is dolgoztak még az autón. A svéd pilóta áthajtásos büntetést kapott, majd később, a 39. körben a jobb hátsó gumin észlelt vibráció miatt feladta a futamot. Bahreinben a kvalifikáción a 17. időt érte el, majd a versenyt a 12. helyen fejezte be. Kínában az időmérő edzésen a 15. időt érte el, megelőzve csapattársát, aki mögötte végzett közvetlenül. A rajtnál történő nagy káoszban Romain Grosjeannal koccant, majd a 16. helyen ért célba egy kör hátránnyal. Oroszországban az időmérő edzésen az utolsó rajtkockát szerezte meg. A 24. körben Fernando Alonso megelőzte Ericssont, és ezzel vissza esett a svéd a 9. helyre. A versenyt a 14. helyen fejezte be Jolyon Palmer mögött.

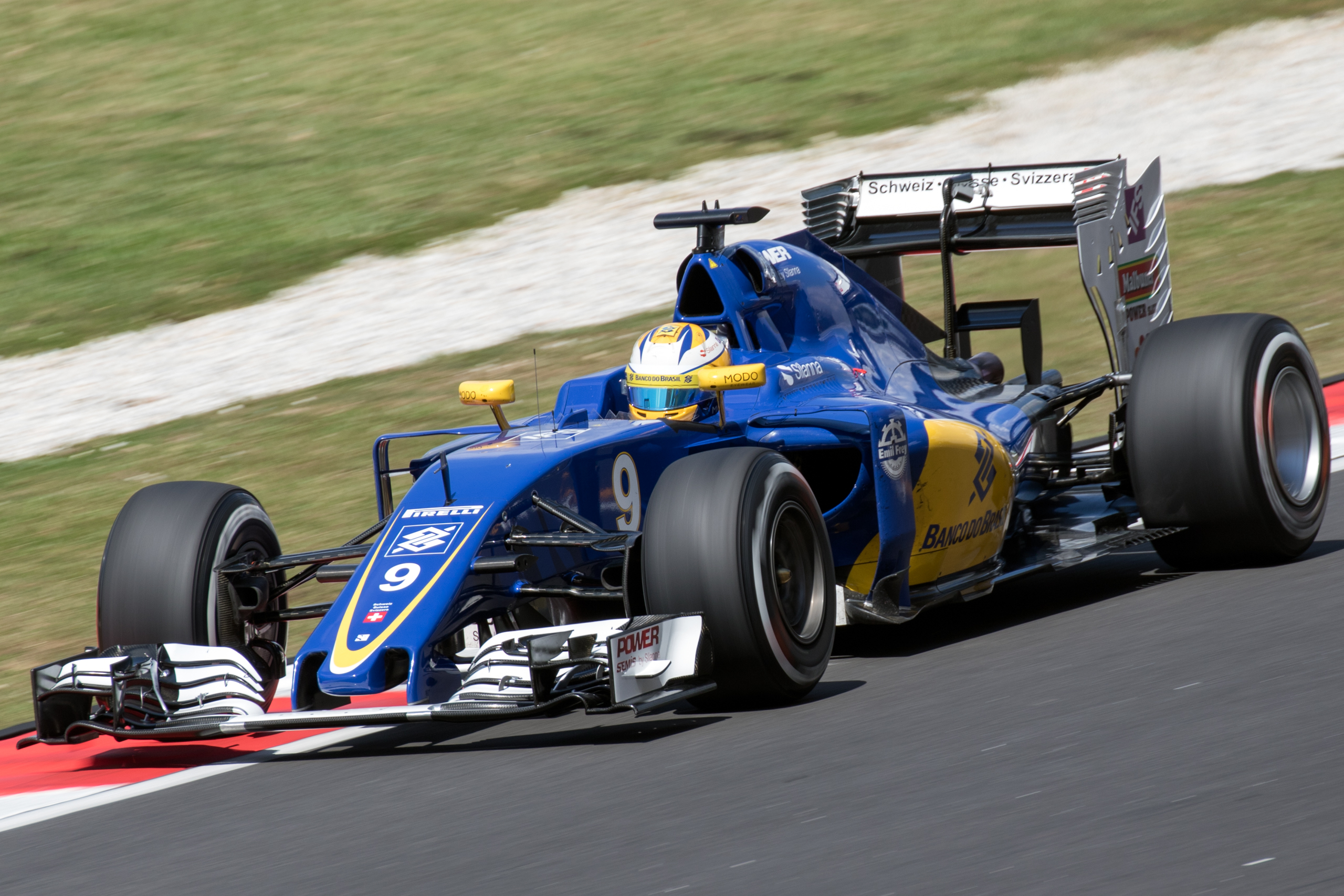
Ericsson a 2016-os maláj nagydíjon

Spanyolországban a kvalifikáción 19. lett, ezzel megelőzve a mögötte végző csapattársát. A futamon a 12. helyen intették le és ismét csapattársa előtt végzet, aki a 14. lett. Monte-Carlóban az időmérő edzésen a 17. időt érte el. A verseny 49. körében a két sauberes között vita volt a rádión, Ericsson azt kérte, Nasr engedje el. A brazil ellenállt, Ericsson a Rascasse-ban előzni próbált, összeakadtak, össze is törték az autójukat. Ericsson rajtbüntetést kapott a felügyelőktől a következő futamra. Kanadában a kvalifikáción a 19 időt érte el, de az előző futamról hozott rajtbüntetése miatt a 21. kockából rajtolhatott. A versenyt a 15. helyen fejezte be. Az európai nagydíjon, amit Bakuban rendeztek meg a kvalifikáción a 20. időt érte el, a versenyt pedig a 17. helyen fejezte be. Az Osztrák versenyhétvégén az időmérő edzésen az utolsó előtti helyett szerezte meg, csapattársa előtt. Jolyon Palmer, Rio Haryanto és Felipe Nasr sárga zászló hatálya alatt túllépték a megengedett sebességet, ezért 3-3 rajthelyes büntetést kaptak. Danyiil Kvjat autóját az időmérő edzésen történt balesetét követően újra kellett építeni, ezért a boxutcból kellett rajtolnia. Ezek a büntetések miatt végül a 19. pozícióból rajtolhatott el a versenyen, de Felipe Massa autóján a futam előtt orrkúpot cseréltek, ezzel pedig megsértették a parc fermé szabályait, ezért a boxutcából kellett rajtolnia, ezért még egy pozíciót nyert a rajtrácson. A versenyt végül a 15. helyen 1 kör hátrányba teljesítette. A brit nagydíj harmadik edzésén Ericsson nagyot bukott, csúnyán összetörte az autót. Szerencsére ki tudott szállni a kocsiból. Autóját teljesen újra kellett építeni, így csak a boxutcából indulhatott, miután orvosaitól megkapta vasárnap a rajtengedélyt. A futamon a 11. körben az erőforrás meghibásodása miatt feladni kényszerült a versenyt.
A magyar nagydíj kvalifikációján nem teljesítette a 107%-os időt, de az időjárási körülmények miatt engedélyezték a versenyen való indulását. Ericsson még a Q1-ben törte össze az esőben csúnyán az autóját, ami egy újabb kasztnicserét jelentett a csapat számára az éjszaka folyamán. A szabályok szerint a svédnek a bokszból kellett indulnia. A futamot két kör hátrányban a 20. helyen fejezte be. Belgiumban az időmérő edzésén a 20. időt érte el, de mivel autójában turbófeltöltőt kellett cserélni, ezért 10 rajthelyes büntetést kapott, továbbá a hűtőrendszer meghibásodásának javítása miatt csak a boxutcából rajtolhatott vasárnap, a 20. rajtkocka üresen maradt. A versenyt a 3. körben kényszerült feladnia a sebességváltó meghibásodása miatt.

#### 2018
2018-ra az új csapattársa a Ferrari akadémista Charles Lelcerc lett. A bahreini nagydíjon a 9. helyen ért célba, így első pontjait szerezte a 2015-ös olasz nagydíj óta, ezzel pedig egy 49 futamos pont nélküli sorozatot zárt le. Egységeinek számát gyarapította az osztrák, belga, amerikai és mexikói hétvégéken. Az olasz nagydíj 2. szabadedzésének elején DRS-problémák miatt egy hatalmas balesetet szenvedett, amikor autója megcsúszott egy vízátfolyáson az első kanyarnál, de nem sérült meg.

#### 2019
Közvetlenül a 2018-as orosz nagydíj előtt bejelentették, hogy Antonio Giovinazzit szerződtették a svéd versenyző helyére 2019-re. Ericsson továbbra is maradt a gárda alkalmazásában, mint tartalékpilóta és márkanagykövet.

### IndyCar

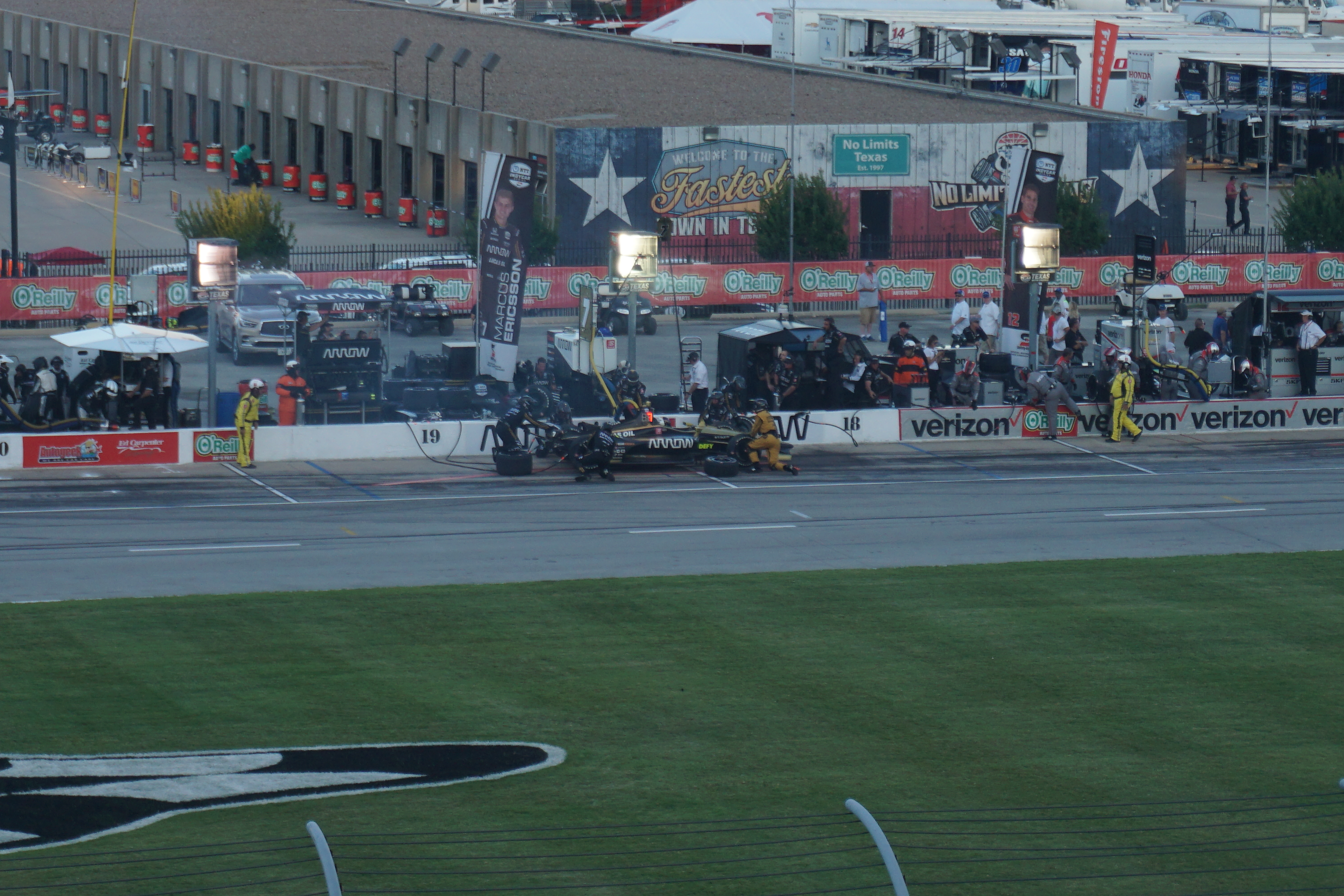
Ericsson és csapata a 2019-es DXC Technology 600-on

2018. október 30-án bejelentették, hogy 2019-re egy teljes éves szerződést írt alá az amerikai IndyCar-sorozatba a Smidt Peterson Motorsport csapatánál a 7-es rajtszámú autóba. Újonc évében egy dobogós helyezést szerzett az utcai Detroiti pályán. A Portlandi hétvégét kihagyta, ugyanis az Alfa Romeo Racing a belga nagydíjra hívta, hogy ugorjon be a nyári szünet alatt megsérült Kimi Räikkönen helyére, ám végül erre nem került sor.
A 2020-as évadra átigazolt az ismét három autót versenyeztető Chip Ganassi Racinghez Scott Dixon és Felix Rosenqvist mellé. A koronavírus-járvány miatt jelentősen lerövidített versenynaptár helyszíneinek több mint a felén a legjobb 10-ben zárt, futamon elért legjobb teljesítménye pedig a Road America fordulón szerzett 4. helye.
2020 októberében hosszútávra írt alá új megállapodást az alakulattal. A kiírásban összességében gyengébb teljesítményt nyújtott, mint Dixon és Álex Palou. 2021. június 12-én Detroitban egy bokszutcás újraindítást követően az előtte álló Will Power autóját nem tudták újraindítani, így Ericsson vezette fel a mezőnyt. Az utolsó öt körben nem hibázott és ezzel megszerezte első győzelmét a szériában, valamint 2013 óta bármely kategóriában. Mid-Ohióban Josef Newgarden mögött ért célba a 2. helyen, Nashvilleben pedig a kaotikus utcai pályás forduló is az ő sikerét hozta. A Laguna Secában szerzett 6. pozíciójával végleg kiszállt a 2021-es bajnoki címéért folytatott küzdelemből. A végelszámolásban 6. lett 435 szerzett ponttal.
A 2022-es idényben első dobogós helyezését egy ovál aszfaltcsíkon érte el, a Texas Motor Speedwayen az XPEL 375 versenyen, egy harmadik hellyel. A honfitársa, és Formula–1-es legenda, Ronnie Peterson tiszteletére festett sisakot viselő versenyző megnyerte a 2022-es indianapolisi 500-at, miután Pato O'Wardot egy újraindításkor nagy csatában visszatartotta. Ezzel ő lett a második svéd pilóta, Kenny Bräck 1999-es sikere után, aki megnyerte az Indianapolis 500-at. Pályafutása során először az IndyCar pontszerző tabellájának élére állt. A következő hat futamból álló sorozatban az első tíz helyen végzett, azonban a Road America-n elért második helye a szezonbeli utolsó dobogója lett. Végül a 6. helyen végzett a pilóták ranglistáján 506 egységgel.

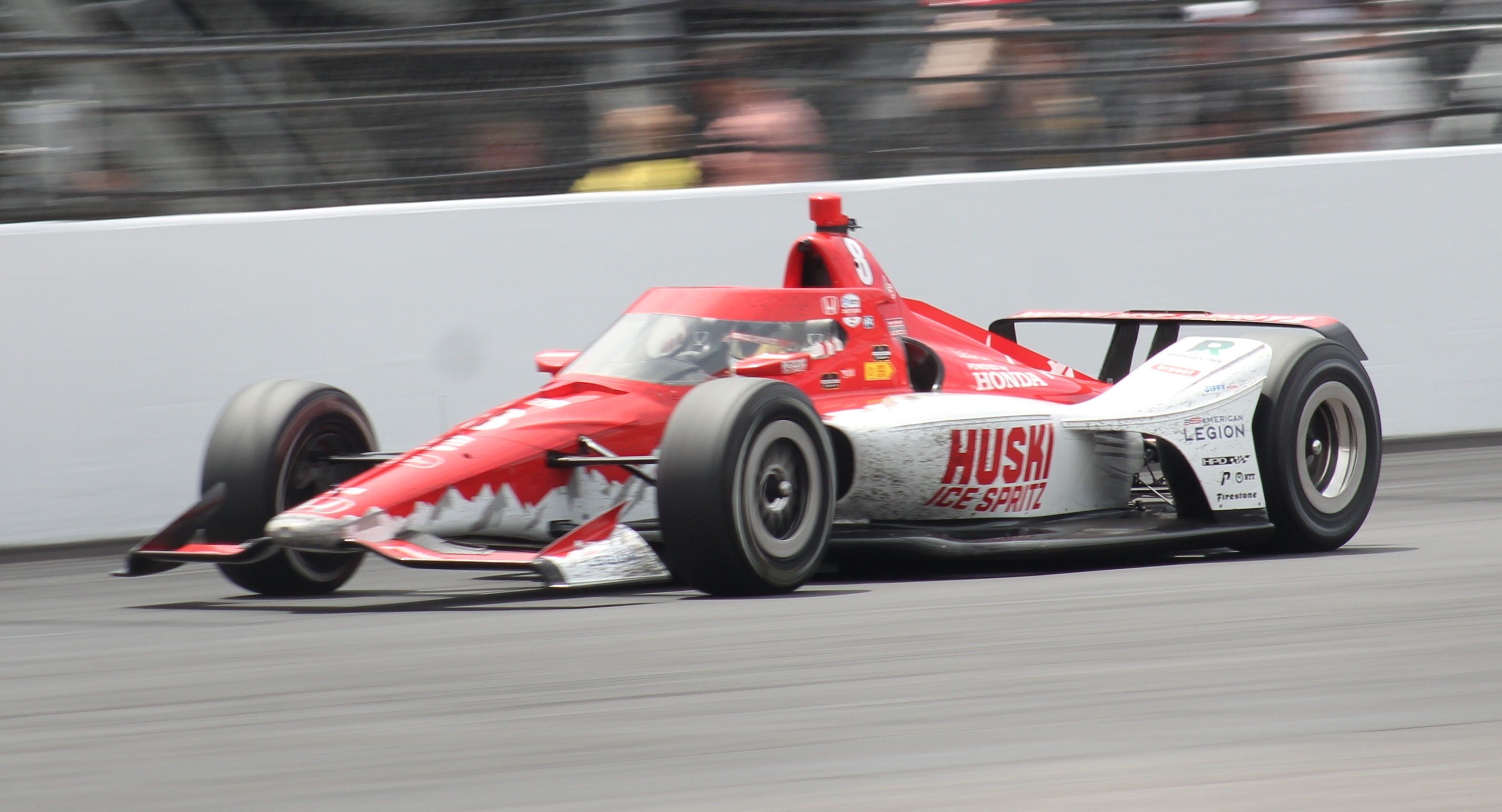
Ericsson a 2023-as indianapolisi 500-on.

A 2023-as kiírásban a szezon első versenyét megnyerte Szentpéterváron. A második helyen végzett a 2023-as indianapolisi 500-on, miután az utolsó körben Josef Newgarden megelőzte. A harmadik egymást követő évben is a 6. helyen végzett a tabellán.
2023. augusztus 23-án bejelentették, hogy elhagyja a Chip Ganassi Racinget, és 2024-re az Andretti Autosporthoz szerződik.

## Eredményei

### Teljes Brit Formula–3-as bajnokság eredménylistája
(Táblázat értelmezése)

(Félkövér: pole-pozícióból indult; dőlt: leggyorsabb kört futott) 

| Év   | Csapat            | 1     | 2     | 3     | 4      | 5     | 6     | 7     | 8      | 9     | 10    | 11    | 12     | 13    | 14     | 15    | 16    | 17    | 18    | 19     | 20     | 21    | 22    | Helyezés | Pont |
| ---- | ----------------- | ----- | ----- | ----- | ------ | ----- | ----- | ----- | ------ | ----- | ----- | ----- | ------ | ----- | ------ | ----- | ----- | ----- | ----- | ------ | ------ | ----- | ----- | -------- | ---- |
| 2008 | Fortec Motorsport | OUL 6 | OUL 2 | CRO 5 | CRO Ki | MNZ 7 | MNZ 7 | ROC 2 | ROC 10 | SNE 6 | SNE 8 | THR 2 | THR Ki | BRH 5 | BRH Ki | SPA 7 | SPA 5 | SIL 3 | SIL 2 | BUC 11 | BUC 10 | DON 8 | DON 7 | 5.       | 141  |
| 2009 | Double R Racing   | OUL   | OUL   | SIL   | SIL    | ROC 2 | ROC 1 | HOC 1 | HOC 4  | SNE   | SNE   | DON   | DON    | SPA   | SPA    | SIL   | SIL   | ALG   | ALG   | BRH 4† | BRH 3† |       |       | 11.      | 65   |

† - Ericsson a jelzett futamokon meghívott versenyzőként vett részt, így nem kapott pontot eredményei után

### Teljes Japán Formula–3-as bajnokság eredménylistája
(Táblázat értelmezése)

(Félkövér: pole-pozícióból indult; dőlt: leggyorsabb kört futott) 

| Év   | Csapat | 1       | 2       | 3        | 4        | 5     | 6     | 7       | 8       | 9       | 10      | 11    | 12      | 13      | 14      | 15      | 16      | Helyezés | Pont |
| ---- | ------ | ------- | ------- | -------- | -------- | ----- | ----- | ------- | ------- | ------- | ------- | ----- | ------- | ------- | ------- | ------- | ------- | -------- | ---- |
| 2009 | TOM'S  | FUJ 1 2 | FUJ 2 3 | OKA 1 10 | OKA 2 10 | SUZ 1 | SUZ 2 | FUJ 1 2 | FUJ 2 1 | SUZ 1 5 | SUZ 2 1 | MOT 1 | MOT 2 5 | AUT 1 2 | AUT 2 6 | SUG 1 2 | SUG 2 1 | 1.       | 112  |

### Teljes GP2-es eredménylistája
(Táblázat értelmezése)

(Félkövér: pole-pozícióból indult; dőlt: leggyorsabb kört futott) 

| Év   | Csapat               | 1          | 2          | 3           | 4           | 5          | 6          | 7          | 8          | 9          | 10         | 11        | 12         | 13         | 14         | 15         | 16         | 17         | 18         | 19         | 20         | 21        | 22        | 23        | 24        | Helyezés | Pont |
| ---- | -------------------- | ---------- | ---------- | ----------- | ----------- | ---------- | ---------- | ---------- | ---------- | ---------- | ---------- | --------- | ---------- | ---------- | ---------- | ---------- | ---------- | ---------- | ---------- | ---------- | ---------- | --------- | --------- | --------- | --------- | -------- | ---- |
| 2010 | Super Nova Racing    | ESP FEA 11 | ESP SPR Ki | MON FEA 12  | MON SPR 9   | TUR FEA Ki | TUR SPR Ki | EUR FEA 7  | EUR SPR 1  | GBR FEA 12 | GBR SPR 18 | GER FEA 6 | GER SPR Ki | HUN FEA 12 | HUN SPR 10 | BEL FEA 13 | BEL SPR 7  | ITA FEA Ki | ITA SPR 11 | UAE FEA 11 | UAE SPR Ki |           |           |           |           | 16.      | 11   |
| 2011 | iSport International | TUR FEA 9  | TUR SPR 8  | ESP FEA 5   | ESP SPR 3   | MON FEA Ki | MON SPR Ki | EUR FEA Ki | EUR SPR 11 | GBR FEA 3  | GBR SPR 4  | GER FEA 5 | GER SPR 16 | HUN FEA 5  | HUN SPR 16 | BEL FEA Ki | BEL SPR 12 | ITA FEA 14 | ITA SPR 8  |            |            |           |           |           |           | 10.      | 25   |
| 2012 | iSport International | MAL FEA 13 | MAL SPR Ki | BHR1 FEA 13 | BHR1 SPR 16 | BHR2 FEA 7 | BHR2 SPR 7 | ESP FEA 13 | ESP SPR 22 | MON FEA 2  | MON SPR 4  | EUR FEA 2 | EUR SPR Ki | GBR FEA 21 | GBR SPR 7  | GER FEA 11 | GER SPR 15 | HUN FEA 18 | HUN SPR Ki | BEL FEA 1  | BEL SPR 4  | ITA FEA 3 | ITA SPR 7 | SIN FEA 7 | SIN SPR 2 | 8.       | 124  |
| 2013 | DAMS                 | MAL FEA Ki | MAL SPR 13 | BHR1 FEA 13 | BHR1 SPR Ki | ESP FEA Ki | ESP SPR 20 | MON FEA Ki | MON SPR 18 | GBR FEA 11 | GBR SPR 8  | GER FEA 1 | GER SPR 13 | HUN FEA 2  | HUN SPR 4  | BEL FEA 2  | BEL SPR 15 | ITA FEA Ki | ITA SPR 23 | SIN FEA 7  | SIN SPR 2  | UAE FEA 3 | UAE SPR 6 |           |           | 6.       | 121  |

### Teljes GP2 Asia Series eredménylistája
(Táblázat értelmezése)

(Félkövér: pole-pozícióból indult; dőlt: leggyorsabb kört futott) 

| Év      | Csapat               | 1           | 2           | 3           | 4           | 5        | 6        | 7        | 8        | Helyezés | Pont |
| ------- | -------------------- | ----------- | ----------- | ----------- | ----------- | -------- | -------- | -------- | -------- | -------- | ---- |
| 2009–10 | ART GP               | YMC1 FEA 11 | YMC1 SPR 12 |             |             |          |          |          |          | 24.      | 0    |
| 2009–10 | Super Nova Racing    |             |             | YMC2 FEA 17 | YMC2 SPR 12 | BHR1 FEA | BHR1 SPR | BHR2 FEA | BHR2 SPR | 24.      | 0    |
| 2011    | iSport International | YMC FEA 4   | YMC SPR 3   | IMO FEA 10  | IMO SPR 16  |          |          |          |          | 6.       | 9    |

### Teljes Formula–1-es eredménysorozata
(Táblázat értelmezése)

(Félkövér: pole-pozícióból indult; dőlt: leggyorsabb kört futott) 

| Év   | Csapat   | 1      | 2      | 3      | 4      | 5      | 6      | 7      | 8      | 9      | 10     | 11     | 12     | 13      | 14     | 15     | 16     | 17     | 18     | 19     | 20     | 21     | Helyezés | Pont |
| ---- | -------- | ------ | ------ | ------ | ------ | ------ | ------ | ------ | ------ | ------ | ------ | ------ | ------ | ------- | ------ | ------ | ------ | ------ | ------ | ------ | ------ | ------ | -------- | ---- |
| 2014 | Caterham | AUS Ki | MAL 14 | BHR Ki | CHN 20 | ESP 20 | MON 11 | CAN Ki | AUT 18 | GBR Ki | GER 18 | HUN Ki | BEL 17 | ITA 19  | SIN 15 | JPN 17 | RUS 19 | USA    | BRA    | UAE    |        |        | 19.      | 0    |
| 2015 | Sauber   | AUS 8  | MAL Ki | CHN 10 | BHR 14 | ESP 14 | MON 13 | CAN 14 | AUT 13 | GBR 11 | HUN 10 | BEL 10 | ITA 9  | SIN 11  | JPN 14 | RUS Ki | USA Ki | MEX 12 | BRA 16 | UAE 14 |        |        | 18.      | 9    |
| 2016 | Sauber   | AUS Ki | BHR 12 | CHN 16 | RUS 14 | ESP 12 | MON Ki | CAN 15 | EUR 17 | AUT 15 | GBR Ki | HUN 20 | GER 18 | BEL Ki  | ITA 16 | SIN 17 | MAL 12 | JPN 15 | USA 14 | MEX 11 | BRA Ki | UAE 15 | 22.      | 0    |
| 2017 | Sauber   | AUS Ki | CHN 15 | BHR Ki | RUS 15 | ESP 11 | MON Ki | CAN 13 | AZE 11 | AUT 15 | GBR 14 | HUN 16 | BEL 16 | ITA 18† | SIN Ki | MAL 18 | JPN Ki | USA 15 | MEX Ki | BRA 13 | UAE 17 |        | 20.      | 0    |
| 2018 | Sauber   | AUS Ki | BHR 9  | CHN 16 | AZE 11 | ESP 13 | MON 11 | CAN 15 | FRA 13 | AUT 10 | GBR Ki | GER 9  | HUN 15 | BEL 10  | ITA 15 | SIN 11 | RUS 13 | JPN 12 | USA 10 | MEX 9  | BRA Ki | UAE Ki | 17.      | 9    |

† A versenyt nem fejezte be, de helyezését értékelték, mert a versenytáv több, mint 90%-át teljesítette.

### Teljes IndyCar eredménysorozata
| Év   | Csapat                             | 1      | 2       | 3      | 4      | 5      | 6       | 7       | 8     | 9      | 10     | 11     | 12     | 13     | 14     | 15     | 16     | 17     | 18  | Helyezés | Pont |
| ---- | ---------------------------------- | ------ | ------- | ------ | ------ | ------ | ------- | ------- | ----- | ------ | ------ | ------ | ------ | ------ | ------ | ------ | ------ | ------ | --- | -------- | ---- |
| 2019 | Arrow Schmidt Peterson Motorsports | STP 20 | COA 15  | ALA 7  | LBH 20 | IMS 24 | INDY 23 | DET 13  | DET 2 | TXS 7  | ROA 13 | TOR 20 | IOW 11 | MDO 23 | POC 12 | GTW 16 | POR    | LAG 11 |     | 17.      | 290  |
| 2020 | Chip Ganassi Racing                | TXS 19 | IMS 6   | ROA 10 | ROA 4  | IOW 9  | IOW 9   | INDY 32 | GTW 5 | GTW 23 | MDO 15 | MDO 5  | IMS 10 | IMS 15 | STP 7  |        |        |        |     | 12.      | 291  |
| 2021 | Chip Ganassi Racing                | ALA 8  | STP 7   | TXS 19 | TXS 12 | IMS 10 | INDY 11 | DET 1   | DET 9 | ROA 6  | MDO 2  | NSH 1  | IMS 9  | GTW 9  | POR 7  | LAG 6  | LBH 28 |        |     | 6.       | 435  |
| 2022 | Chip Ganassi Racing                | STP 9  | TXS 3   | LBH 22 | ALA 12 | IMS 4  | INDY 1  | DET 7   | ROA 2 | MDO 6  | TOR 5  | IOW 8  | IOW 6  | IMS 11 | NSH 14 | GTW 7  | POR 11 | LAG 9  |     | 6.       | 506  |
| 2023 | Chip Ganassi Racing                | STP 1  | TXS 8   | LBH 3  | ALA 10 | IMS 8  | INDY 2  | DET 9   | ROA 6 | MDO 27 | TOR 11 | IOW 4  | IOW 9  | NSH 7  | IMS 10 | GTW 10 | POR 7  | LAG 15 |     | 6.       | 438  |
| 2024 | Andretti Global                    | STP 25 | TRM2 NK | LBH    | ALA    | IMS    | INDY    | DET     | ROA   | LAG    | MDO    | IOW    | IOW    | TOR    | GTW    | POR    | MIL    | MIL    | NSH | 25.*     | 5*   |

* A szezon jelenleg is zajlik.
2 A verseny nem számít bele a bajnokságba

#### Indianapolis 500
| Év   | Kasztni | Motor | Rajthely | Eredmény | Csapat                             |
| ---- | ------- | ----- | -------- | -------- | ---------------------------------- |
| 2019 | Dallara | Honda | 13       | 23       | Arrow Schmidt Peterson Motorsports |
| 2020 | Dallara | Honda | 11       | 32       | Chip Ganassi Racing                |
| 2021 | Dallara | Honda | 9        | 11       | Chip Ganassi Racing                |
| 2022 | Dallara | Honda | 5        | 1        | Chip Ganassi Racing                |
| 2023 | Dallara | Honda | 10       | 2        | Chip Ganassi Racing                |

### Daytonai 24 órás autóverseny
| Év   | Csapat                   | Csapattárs                                      | Autó             | Kategória | Kör | Összetett Helyezés | Kategória Helyezés |
| ---- | ------------------------ | ----------------------------------------------- | ---------------- | --------- | --- | ------------------ | ------------------ |
| 2022 | Cadillac Racing          | Earl Bamber Alex Lynn Kevin Magnussen           | Cadillac DPi-V.R | DPi       | 734 | 12.                | 6.                 |
| 2024 | WTR / Andretti Autosport | Brendon Hartley Filipe Albuquerque Ricky Taylor | Acura ARX-06     | GTP       | 601 | Kiesett            | Kiesett            |